# Ivan Mauger
Ivan Mauger, OBE, MBE (4. října 1939, Christchurch, Nový Zéland - 16. dubna 2018) (nositel Řádu britského impéria) byl motocyklový plochodrážní jezdec. Vyhrál rekordních šest světových mistrovství na krátké dráze a 3 na dlouhé dráze. Jezdil za několik britských týmů - Newcastle Diamonds, Belle Vue Aces, Exeter Falcons a Hull Vikings.

## Mládí
V mládí vynikal ve většině sportů a svoji zemi reprezentoval v ragby a hokeji na školní úrovni.
Rychlost se stala pro Ivana posedlostí, jeho hlavní ambicí bylo stát se plochodrážním jezdcem; ve věku 14 let mu matka koupila první motocykl a hodiny trénoval na závodní dráze v Aranui. Byla to první etapa jeho kariéry, která trvala více než 30 let a rozložila se mezi čtyři desetiletí, protože zůstával tomuto sportu hluboce oddán v podobě promotéra a manažera. Vše řídil ze své základny na Gold Coast v australském Queenslandu.

## Kariéra

### Wimbledon
Na začátku kariéry se mu ne vše dařilo podle očekávání, počáteční úspěch v týmu Wimbledon Dons nepřicházel. V roce 1958 se vrátil domů a následkem útrap a oddanosti tomuto sportu začal získávat uznání díky svým schopnostem jako jezdec závodící ve své rodné zemi a Austrálii.
Mauger poprvé přijel do Anglie jako čerstvě sedmnáctiletý mladík na palubě SS Rangitoto, která v roce 1957 kotvila v Tilbury, se svou mladou nevěstou Raye. Pronajmuli si jednopokojový byt ve Wimbledonu stojící hned za rohem od Plough Lane, kde vládli Moore a Briggs jako "králové škváry".
"Bez Ronnieho by nebyl žádný Briggo a žádný Ivan Mauger, kdykoliv se vrátil domů na Nový Zéland bylo to jako příjezd Elvise. Byl to náš Pelé, pokud chcete".
Od svých 12 let se Mauger oddal myšlence stát se mistrem světa na ploché dráze, inspirován skutky Moorea. Každý den po škole a o prázdninách pracoval jako poslíček pro místní chemičku v Christchurchi, aby si ušetřil peníze na svoji první závodní motorku.
Maugerovo největší dobrodružství začalo na Plough Lane, kde jezdil v závodech tváří budoucnosti a asistoval správci Macovi.
"Nikdy jsem necítil potřebu pracovat z jiného prostého důvodu, než že jsem miloval atmosféru na stadionu ve Wimbledonu. Čistil jsem šatny, toalety, boxy a dílny. Pomáhal jsem Macovi s pracemi na trati, plel jsem záhony s tulipány a každé pondělí odpoledne jsem musel sekat trávu uprostřed oválu, před závody."

### Newcastle
Hlavní zlom v jeho kariéře nastal v roce 1963, kdy se s Raye a svoji mladou rodinou vrátil do Anglie, aby se připojil k týmu Newcastle Diamonds Mikea Parkera. V roce 1965 se kvalifikoval do svého prvního světového finále, ve kterém skončil čtvrtý. V roce 1968 vyhrál svůj první ze rekordních šesti titulů mistra světa.

### Belle Vue
V roce 1969 přestoupil do týmu Belle Vue Aces, kde si užíval být v nejlepším ligovém týmu. V týmu Belle Vue Ace vyhrál další tituly v letech 1969 a 1970, čímž se stal prvním a jediným jezdcem, který zkompletoval triplovou korunu.

### Exeter
V roce 1973 přestoupil do týmu Exeter Falcons. V roce 1977 vyrovnal v barvách Exeteru rekord Oveho Fundina pěti tituly mistra světa.

### Hull
V roce 1978 přestoupil do týmu Hull Vikings, kde v roce 1979 vyhrál svůj poslední a rekordní šestý světový titul. V roce 1981 Hull opustil, ale v roce 1984 ve věku 44 let se vrátil do Exeteru, kde soutěžil v domácích závodech.

## Po odchodu

### Ocenění
V roce 1976 byl vyznamenán Řádem britského impéria a v roce 1989 se stal členem Řádu britského impéria. V prosinci 1999 byl jezdci Speedway Star a časopisem Vintage Speedway zvolen nejproslulejším mužem ploché dráhy tisíciletí. V roce 1990 byl uveden do novozélandské sportovní síně slávy. Pro zkompletování těchto význačných ocenění byl Olympijským výborem vybrán, aby na hrách v Sydney nesl olympijskou pochodeň. Této pocty se zhostil 12. června 2000.

## Světová asociace plochodrážních jezdců
V letech 2007 - 2008 byl prezidentem Světové asociace plochodrážních jezdců.

### Zlatý plochodrážní motocykl
V roce 1970 řekli dva muži z USA George Wenn a Ray Bokelman, že pokud vyhraje třetí titul v řadě ve Vratislavi (Polsko), pozlatí vítězný motocykl. Ivan ten rok finále mistrovství světa vyhrál a dle jejich slibu odvezli jeho motocykl do Ameriky a pozlatili ho. Tak se zrodila "Triplová koruna". Stroj je v současné době umístěn v muzeum v Christchurchi.

## Ocenění

### Tituly
- Mistr světa: 1968, 1969, 1970, 1972, 1977, 1979 - (finalista 1971, 1973, 1974)
- Sportovec roku Nového Zélandu (Halbergova cena) 1977 a 1979.
- Mistr světa na dlouhé dráze 1971, 1972, 1976 R/Up 1974, 1975
- Mistr světa dvojic 1969, 1970 (Finalista 1971, 1972, 1978, 1981)
- Plochodrážní mistr světa týmů 1968, 1971, 1972, 1979
- Mistr Evropy 1966, 1970, 1971, 1975
- Mistr Británie 1968, 1970, 1971, 1972
- Vítěz Intercontinentálního poháru 1975
- Mistr Nového Zélandu 1974, 1981
- Mistr Australasie 1977, 1981
- Mistr Britsko-nordický 1968, 1971
- Britský mistr ligových jezdců 1971, 1973
- Vítěz Embassy Internationale 1970, 1971, 1972
- Vítěz Northern Riders 1964, 1967, 1968, 1969, 1972, 1980
- Vítěz Provincial League Riders 1963, 1964
- Vítěz memoriálu Luboše Tomíčka 1971, 1972, 1973, 1979
- Vítěz Stříbrného pásu 1968, 1969
- Vítěz Zlaté helmy 1970
- Vítěz Scottish Open 1970
- Vítěz Scotianapolis 1969, 1970
- Vítěz Leningradského poháru (SSSR) 1969
- Vítěz Lokerenského memoriálu 1970
- Vítěz Zlatého klíče Brém 1968, 1969, 1970, 1971, 1972, 1973, 1974, 1975
- Mistr Austrálie na dlouhé ploché dráze 1962
- Mistr Victorie 1962, 1963
- Vítěz Yorkshire Television Trophy 1979, 1980
- Vítěz Lada Indoor International 1979

### Guinnesova kniha rekordů
- Nejvíce titulů mezi jednotlivci 9 (6 Plochá dráha/3 Dlouhá plochá dráha),
- První člověk, který vyhrál v jednom roce mistrovství světa na ploché i dlouhé dráze,
- Jediný člověk, který vyhrál tři světové tituly po sobě,
- Nejvíce titulů na ploché dráze 6 (spolu s Tony Rickardssonem)
- Nejvíce finále mistrovství světa 52,
- První člověk, který vyhrál mistrovství světa na ploché dráze, mistrovství světa na dlouhé dráze, mistrovství světa dvojic a mistrovství světa týmů (dosaženo v roce 1971 spolu s vítězstvím na dlouhé dráze)